# Krzemień-Wieś
Krzemień-Wieś [ˈkʂɛmjɛɲ ˈvjɛɕ] est un village polonais de la gmina de Jabłonna Lacka dans le powiat de Sokołów et dans la voïvodie de Mazovie, au centre-est de la Pologne. Il a le statut de sołectwo. Le village est situé sur la rive gauche du Bug.